# Takeda Nobukado
Takeda Nobukado (武田 信廉?; 1529 – 1582) è stato un samurai giapponese del periodo Sengoku.
Nobukado era uno dei fratelli minori di Takeda Shingen. Anche se non era famoso per le sue doti militari egli è stato un pittore appassionato (esempi dei suoi lavori sopravvivono ancora ai giorni nostri, tra cui un ritratto di sua madre) ed un uomo di cultura in generale. Dopo la morte di Shingen servì come consigliere di Takeda Katsuyori e combatté nella battaglia di Nagashino.
Quando Oda Nobunaga invase le terre Takeda nel 1582, Nobukado cercò di scappare ma fu catturato e giustiziato a Zenkō-ji nella provincia di Shinano.
Nobukado è anche conosciuto come uno dei ventiquattro generali di Takeda Shingen.

## Famiglia
- Padre: Takeda Nobutora (1493-1574)
- Fratelli:
  - Takematsu (1517-1523)
  - Takeda Shingen (1521-1573)
  - Inuchiyo (1523-1529)
  - Takeda Nobumoto
  - Takeda Nobushige (1525-1561)
  - Matsuo Nobukore (circa 1530s-1571)
  - Takeda Souchi
  - Takeda Nobuzane (circa 1530s-1575)
  - Ichijō Nobutatsu (circa 1539-1582)
- Sorelle:
  - Joukei-in (1519-1550), sposò Imagawa Yoshimoto
  - Nanshou-in (born 1520) sposò Anayama Nobutomo
  - Nene (1528-1543) sposò Suwa Yorishige

## Nella cultura di massa
Nobukado è uno dei personaggi principali nel film di Akira Kurosawa Kagemusha - L'ombra del guerriero.